# يخجال خشتي
يخجال خشتي (بالفارسية: یخچال خشتی) هو يخجال تاريخي يعود إلى القاجاريين، ويقع في أبر كوه.